# Hockey sur glace
Vous lisez un « bon article » labellisé en 2007.
Pour les articles homonymes, voir Hockey.
Le hockey sur glace, appelé le plus souvent hockey, est un sport d’équipe qui se joue sur une patinoire spécialement aménagée. L’objectif de chaque équipe est de marquer des buts en envoyant un disque de caoutchouc vulcanisé, appelé rondelle ou palet, à l’intérieur du but adverse situé à une extrémité de la patinoire. L’équipe se compose de plusieurs lignes de cinq joueurs, qui se relaient sur la glace, ainsi que d'un gardien de but. Les joueurs se déplacent en patins à glace et manipulent la rondelle à l’aide d’un bâton de hockey également appelé crosse en France ou canne de hockey en Belgique et en Suisse.
Le hockey est originaire du Canada et s’est développé à la fin du XIXe siècle en Amérique du Nord. Sport de vitesse, il est souvent qualifié de « sport collectif le plus rapide du monde », mais c’est aussi un sport de contact, voire violent, avec ses mises en échec parfois dangereuses.
Au niveau mondial, le hockey est pratiqué dans de nombreux pays, et l'un des championnats les plus connus au monde est celui de la Ligue nationale de hockey en Amérique du Nord, qui existe depuis 1917. Des compétitions internationales récurrentes sont également organisées par la Fédération internationale de hockey sur glace, plus connue sous le sigle anglais IIHF. Ainsi, chaque année, des championnats du monde sont organisés que ce soit pour le hockey sur glace féminin ou masculin et ceci pour différentes catégories d'âges. Enfin, tous les quatre ans ont lieu les Jeux olympiques où un tournoi féminin et un autre masculin sont organisés.

## Histoire

### Origines

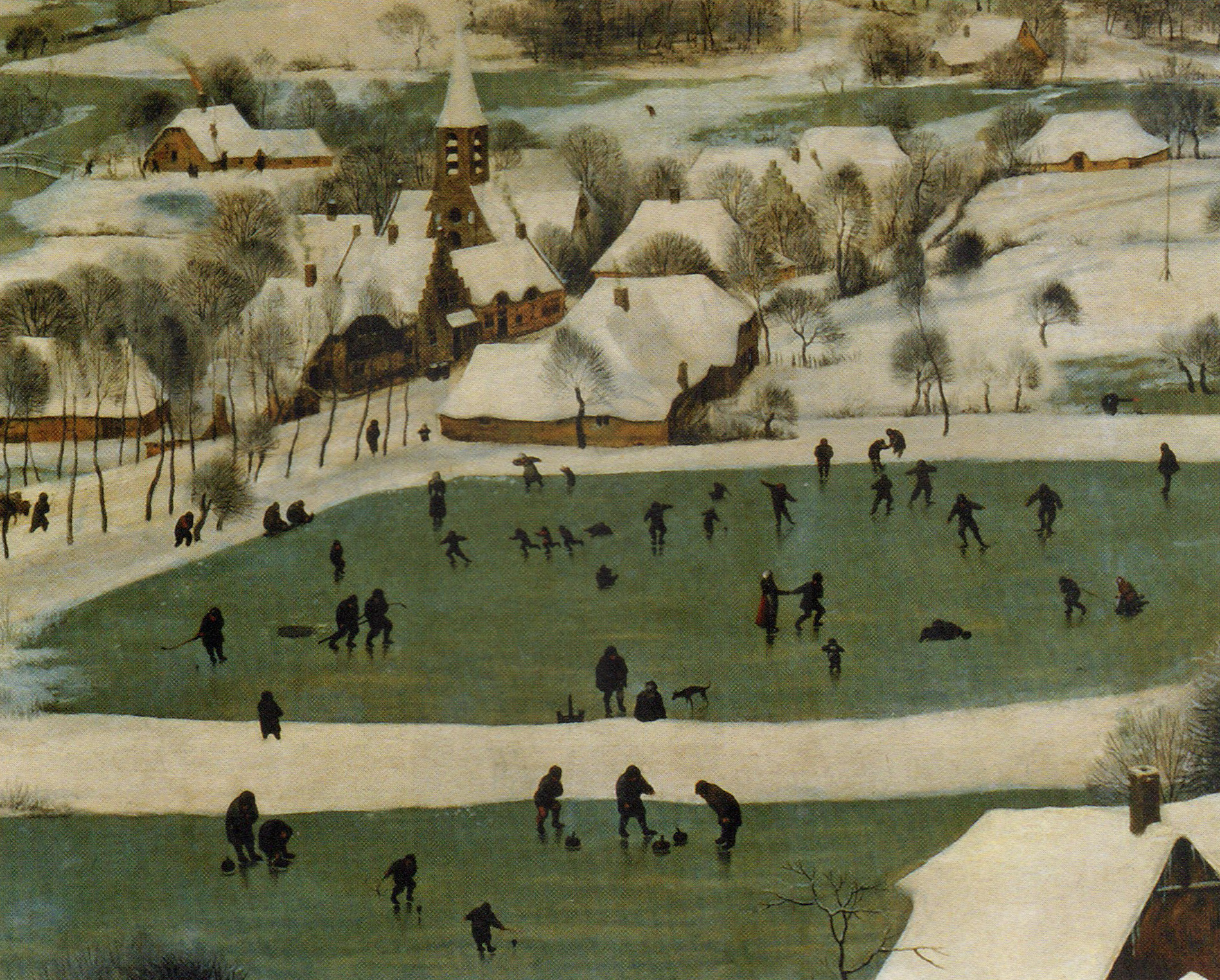
Détail de Chasseurs dans la neige par Pieter Bruegel en 1565 avec des joueurs tenant des bâtons courbés.

Depuis l'Antiquité, l’homme joue à des jeux où un objet est frappé avec un bâton incurvé. Ainsi, sur un kouros datant de 400 ans av. J.-C., deux hommes nus sont en train de jouer à un jeu, courbés en avant avec un objet en forme de crosse à la main et une balle entre eux deux. Plus tard, une peinture de Pieter Bruegel, Chasseurs dans la neige (1565), montre des joueurs qui utilisent des bâtons courbés pour jouer avec un petit objet sur la glace.
L’utilisation du mot « hockey » pour désigner de tels jeux est attestée depuis 1785 (1527 pour hockie) mais son étymologie est incertaine. Il dérive peut-être du vieux mot français d’origine germanique hoquet qui désigne un bâton de berger en forme de crochet ou encore du mot iroquois hoghee.
Les Européens qui se sont établis en Amérique du Nord y ont introduit une multitude de jeux similaires au hockey, tels que la crosse française, le shinty écossais, le hurling irlandais et le hockey sur gazon, joué en Angleterre. Ces jeux semblent avoir été adaptés pour être joués sur la glace et avoir importé certains aspects du jeu de la crosse (comme la dureté physique) joué par les Iroquois. Plusieurs villes du Canada peuvent prétendre à être le berceau du hockey sur glace, Halifax, Windsor ou encore Kingston, mais la fondation du jeu moderne du hockey sur glace a lieu à Montréal au Québec.

### Fondation du jeu moderne

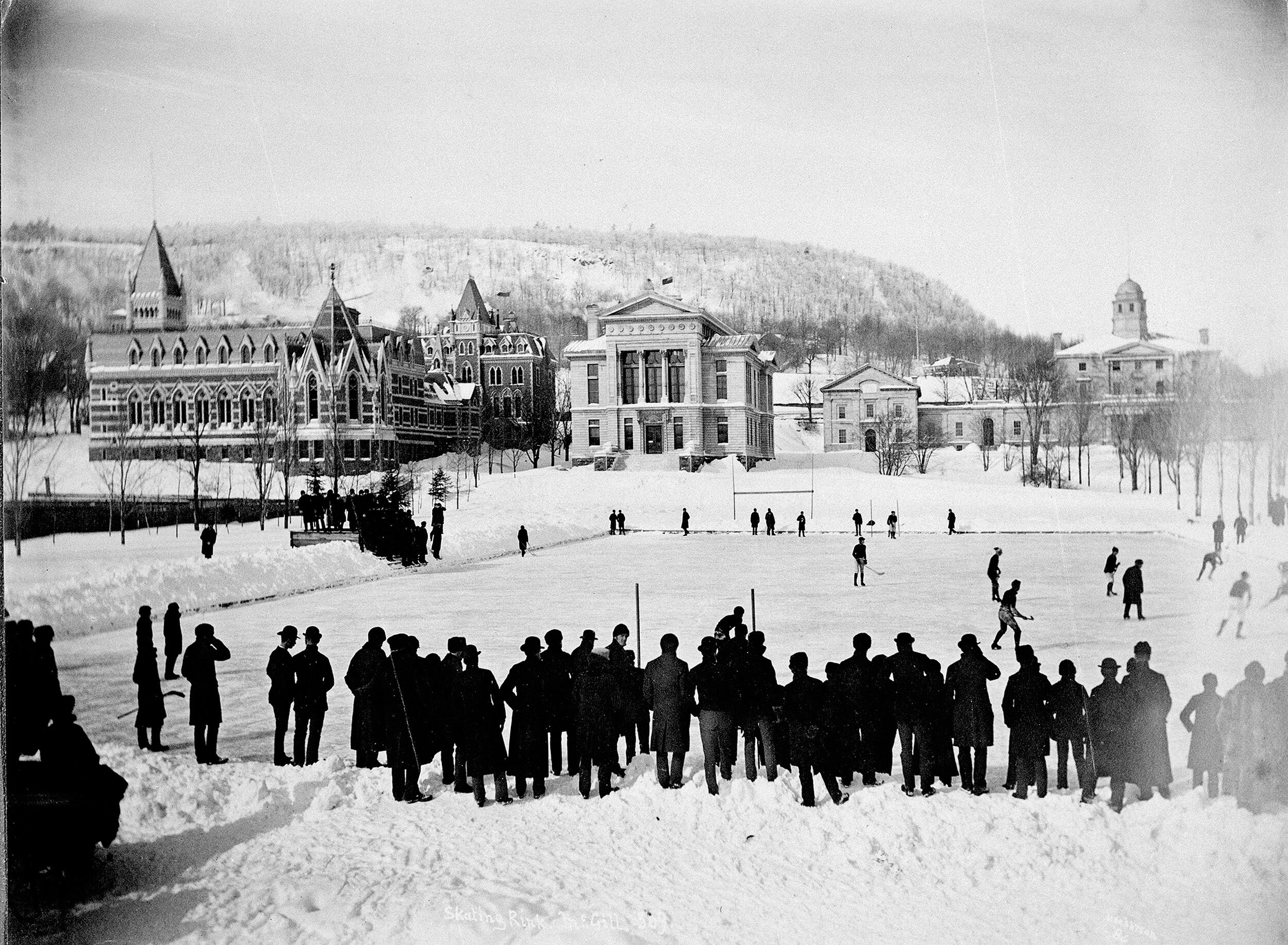
Hockey sur glace à l’Université McGill de Montréal en 1884.

Le 3 mars 1875, un match de hockey sur glace avec des règles est joué pour la première fois en intérieur, au Victoria Skating Rink, sous l'impulsion de James Creighton (en), membre du club de patinage et juge de patinage artistique. Le match oppose deux équipes composées de neuf joueurs chacune, des gardiens de buts, un arbitre, une rondelle, des règles sur lesquelles les protagonistes se sont mis d'accord, un temps de jeu limité à raison de soixante minutes et enfin un score noté. La plupart des matchs ayant eu lieu avant celui-ci sont souvent des matchs extérieurs, avec des balles et rarement des règles bien définies. Le choix d'une rondelle en bois en lieu et place d'une balle de crosse se justifie par la volonté de ne pas abîmer les vitres des fenêtres et de limiter les risques de blessure dans le public. Les crosses du match sont fournies par Creighton qui les a fait venir de la Nouvelle-Écosse où elles ont été fabriquées par les Micmacs. Ce match est annoncé au public dans les pages d'un journal de Montréal, la Gazette de Montréal.
La tenue des joueurs est rudimentaire puisqu'ils portent des maillots de rugby, des shorts et des bas de laine mais sans aucune protection. Les patins qu'ils portent viennent également de Nouvelle-Écosse où ils ont été fabriqués par la Starr Manufacturing Company ; il s'agit d'une simple lame de métal qui vient serrer la chaussure du joueur et peut être libérée par un levier. Même si le jeu moderne ne naît pas concrètement ce soir-là, le mouvement est lancé et la structure va petit à petit se mettre en place. Le match prend fin au milieu de la deuxième période à la suite d'une bagarre entre les joueurs de hockey et les membres du club de patinage de Victoria.
Huit ans après ce premier match, le hockey est un sport exclusivement réservé aux garçons de bonnes familles et le Canada compte moins de cent joueurs. Cependant, le jeu devient de plus en plus populaire au sein de l'élite anglophone, et en 1883, l'Association des athlètes amateurs de Montréal (MAAA) a pour tâche d'organiser un tournoi de hockey sur glace pour le défilé du Carnaval d'hiver de Montréal de 1883. Le Carnaval est peu fréquenté par les francophones mais les Américains y viennent en nombre. Grâce à la couverture du tournoi par les journaux, pour la première fois, le hockey brille sur la scène internationale. Même si en fin de compte, le Carnaval est une manifestation bourgeoise, il s'agit surtout d'une vitrine extraordinaire pour le hockey et l’engouement se répand à l'est des États-Unis et du Canada.

### Lord Stanley et les premiers défis

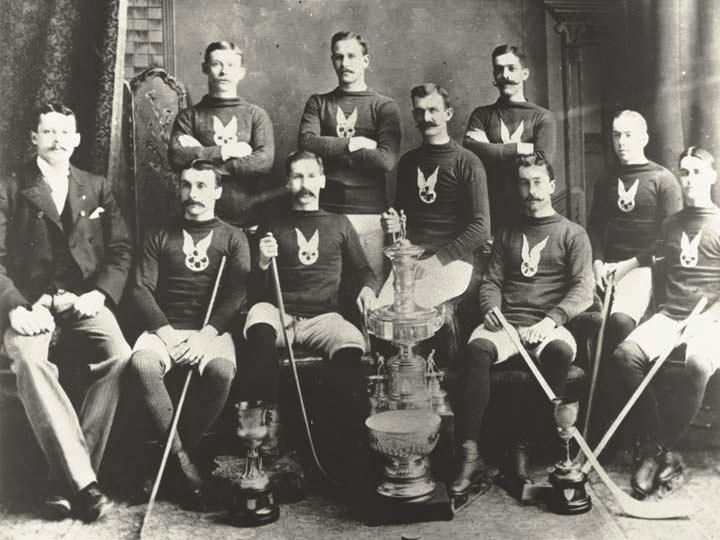
Les joueurs de l'Association des athlètes amateurs de Montréal remportent le premier Dominion Challenge Trophy en 1893.

En 1888, le Canada accueille un nouveau gouverneur général en la personne de Frederick Stanley, un sportif qui aime la chasse, les chevaux de course et la pêche,. La famille Stanley assiste, pour la première fois, à un match de hockey au cours du Carnaval d'hiver de Montréal de 1888 et toute la famille est conquise. Ainsi, Lord Stanley fait construire une patinoire près de sa résidence, Rideau Hall, à Ottawa et sur cette patinoire, une de ses filles, Isobel, participe au premier match féminin de hockey sur glace. Deux des garçons, Arthur et Algernon, forment leur propre équipe, les Rideau Hall Rebels. Comme la vie de la famille du Gouverneur est largement couverte par la presse canadienne mais également par la presse américaine, de nombreuses personnes entendent alors parler du hockey sur glace. En 1892, les fils du Gouverneur parviennent à convaincre leur père d'acheter une coupe en argent pour cinquante dollars pour la meilleure équipe du Canada. L'équipe qui remporte le trophée ne peut pas le conserver et doit le remettre en jeu régulièrement. La coupe est nommée initialement Dominion Challenge Trophy, trophée qui sera nommé plus tard coupe Stanley. En 1893, à la fin de la saison de l'Association de hockey amateur du Canada, les joueurs du club de hockey de Montréal, équipe dépendant de l'Association des athlètes amateurs de Montréal, finissent à la première place du classement et remportent la coupe offerte par le Gouverneur du Canada. En mai 1893, un article de la Gazette renomme le trophée The Stanley Hockey Championship Cup. Le coût pour une paire de patins est d'un dollar, et de 25 cents pour un bâton micmac, alors que le hockey se joue dans plusieurs villes du Canada (Ottawa, Calgary, Montréal…) Ainsi, il se crée même un championnat de la ligue des noirs de la Nouvelle-Écosse. À Montréal, l'élite francophone commence à jouer au hockey dans les collèges classiques catholiques. En effet, ces derniers sont également fréquentés par les Irlandais qui y jouent depuis quinze ans et présentent donc le jeu aux francophones.
Le hockey se joue aussi à Winnipeg avec la création en 1892 de la Manitoba Hockey Association qui comprend trois équipes : les Rifles de Fort Osborne, Hockey Club de Winnipeg et les Victorias de Winnipeg. La ville a l'avantage d'avoir de la glace plus longtemps que Montréal et ainsi les saisons comportent plus de matchs. Les Victorias, nommés ainsi en l'honneur de la reine Victoria du Royaume-Uni, passent une petite annonce en 1895 dans le journal local afin de trouver de nouveaux joueurs. Dan Bain, sportif reconnu et talentueux dans de nombreuses disciplines, fait un essai au sein de l'équipe et bien qu'il joue avec sa propre crosse qui est cassée et réparée avec un bout de fil, il est engagé après cinq minutes de jeu. En 1896, les joueurs de Winnipeg défient les Victorias de Montréal, détenteurs de la coupe Stanley. La rencontre a lieu le 14 février 1896 dans la salle du Victoria Skating Rink de Montréal pleine de supporteurs des deux formations. Les joueurs de Winnipeg ayant mis au point un tir du poignet, le gardien de l'équipe, George « Whitey » Merritt, joue avec des jambières de cricket. Ce nouvel équipement permet à Merritt de repousser tous les lancers de Montréal alors que son équipe inscrit deux buts pour un blanchissage,. L'équipe devient la première équipe extérieure à une ville du Québec à remporter le trophée et fait un retour triomphal à Winnipeg en étant accueillie à la gare du Canadien Pacifique par une foule de partisans. Deux traditions de la coupe Stanley voient le jour : la presse publie que le bol contient deux gallons de bière et au retour à Winnipeg, les joueurs défilent dans la rue principale à bord d'une voiture.
En 1902, après deux titres en 1899 et 1900, les Shamrocks de Montréal, équipe composée principalement de joueurs originaires d'Irlande, cherchent à retrouver un second souffle. Ils recrutent alors deux joueurs francophones des Montagnards de Montréal, Louis Hurtubise et Louis Viaut, qui jouent leur premier match contre les puissants Silver Seven d'Ottawa. Les Shamrocks remportent le match qui devient un événement et un moment charnière : le public découvre en effet que les joueurs francophones savent jouer au hockey et à un bon niveau. En décembre 1904, les Nuggets de Dawson City, petite ville du nord-ouest du Canada, lancent un défi aux « Silver Seven » pour la coupe Stanley. Après avoir traversé tout le Canada, les Nuggets rejoignent Ottawa en janvier et avec seulement un repos de deux jours, ils sont opposés aux champions en titre menés par Frank McGee. Ce dernier est un buteur hors pair alors que, depuis qu'il a reçu un palet dans son visage à dix-huit ans, il ne voit plus que d'un seul œil. L'équipe d'Ottawa bat Dawson City 9 buts à 2 puis écrase littéralement leurs adversaires 23-2. Au cours du deuxième match, 14 buts sont inscrits par McGee dont huit en moins de neuf minutes.
Trente ans après le premier match de Creighton et ses amis, le jeu est devenu plus rapide, plus excitant et surtout beaucoup plus rude : en 1904, on compte quatre morts au cours des différentes rencontres. La violence est déjà un composant essentiel du hockey sur glace. Malgré tout, de nombreuses équipes et ligues sont créées et presque tout le monde gravitant autour du hockey sur glace gagne de l'argent. Les seuls laissés pour compte sont les joueurs qui doivent rester amateurs et ne peuvent pas vivre de leur sport.

### Les débuts en Europe

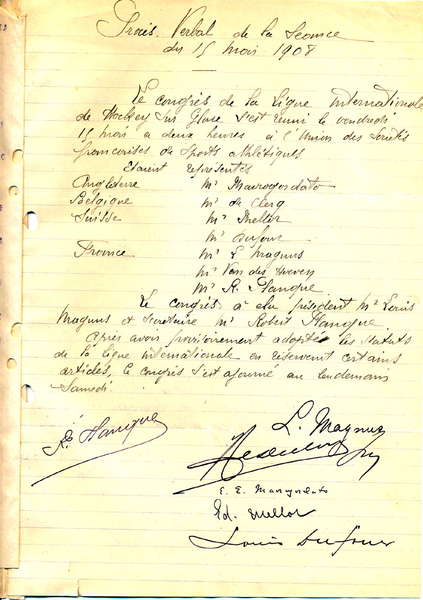
Document fondateur de la LIHG.

En 1892 et à des milliers de kilomètres de là, le baron Pierre de Coubertin joue également au hockey sur glace sur les bassins gelés du château de Versailles. La France est alors le premier pays d'Europe où le hockey se joue. La première patinoire de France est construite cette même année 1892 rue de Clichy dans le 9e arrondissement de Paris. Deux ans plus tard, c'est la création du Hockey Club de Paris qui évolue dans cette même patinoire, Pôle nord. Un des premiers matchs internationaux a lieu le 12 décembre 1897 avec une opposition entre le HCP et le Prince's Club de Londres. Deux matchs ont lieu et les joueurs de Londres l'emportent à chaque fois, 23-6 et 11-5. En 1906-1907, le premier championnat de France est mis en place avec quatre équipes et le Sporting Club de Lyon, fondé en 1903, remporte ce premier championnat en battant en finale le Club des patineurs de Paris 8-2 devant 3 000 spectateurs. À l'invitation du français Louis Magnus, des représentants du hockey sur glace de Belgique, de France, de Grande-Bretagne et de Suisse sont réunis le 15 mai 1908 à Paris et ensemble ils fondent la Ligue internationale de hockey sur glace afin d'unifier les différentes règles du hockey sur glace. Louis Magnus est désigné président et Robert Planque secrétaire général. Au cours de cette année, les quatre pays représentés, ainsi que la Bohême, deviennent membres de la LIHG et le premier congrès se déroule à Paris.
Alors que, depuis 1904, une Ligue de hockey sur glace de la Suisse romande existe, ce n'est que le 27 septembre 1908 que la Suisse se dote d'une fédération, le Schweizerischer Eishockeyverband,, et à la fin de la saison 1908-1909, le Hockey Club Bellerive Vevey remporte le premier championnat de Suisse. La fédération de Belgique de hockey sur glace est créée le 8 décembre 1908 alors que le bandy est très répandu dans le pays. Le 10 novembre 1909, la première patinoire de hockey est construite en Autriche, autre pays où se pratique le bandy.
Le premier championnat d'Europe de hockey a lieu en 1910 à Montreux. Après le retrait de la France, seulement quatre nations participent à cette première internationale : l'Allemagne, représentée par le Berliner SC, le Prince's club Londres en tant qu'équipe de Grande-Bretagne, la Suisse et enfin la Belgique. Ces deux dernières formations sont des mélanges de joueurs d'au moins deux équipes. Une particularité de ce tournoi est qu'une même équipe peut jouer deux matchs la même journée. Enfin, une équipe d'étudiants canadiens d'Oxford participe au tournoi. Avec deux victoires en trois rencontres, les joueurs de Londres sont sacrés champions. Le 15 janvier 1912, l'Union autrichienne de hockey est créée et l'Autriche rejoint la Fédération internationale de hockey alors que la Belgique organise son premier championnat remporté par le Brussels Royal IHSC.

### La première ligue professionnelle
Aux États-Unis et au début du XXe siècle, l'industrie du cuivre est en plein essor afin de répondre aux demandes croissantes en électricité. Le Michigan possède de nombreuses mines et la ville de Houghton en est un des exemples. Les habitants de la ville ont un petit peu d’argent et beaucoup de temps libre car ils sont pour la majorité isolés de leur famille restée au pays. Le Portage Lakes Hockey Club attire les foules et James R. Dee, son propriétaire, veut en faire une entreprise lucrative. Ainsi, en 1902, l’amphidrome est construit par Dee qui le qualifie de plus grande patinoire intérieure des États-Unis. Pour remplir sa patinoire, Dee décide de créer la première ligue professionnelle au monde, et pour trouver des joueurs, il s’adresse à Jack « Doc » Gibson, un dentiste venant de Berlin en Ontario. Gibson est passionné de hockey mais a été banni du hockey en Ontario après avoir accepté des pièces d'or par le maire de Berlin à la suite d'une victoire contre la ville voisine.
Une réunion pour former la Ligue internationale de hockey a lieu le 5 novembre 1904 et elle réunit des promoteurs de Pittsburgh, Sault-Sainte-Marie et Houghton. À la fin de l'hiver 1904, le club de Portage Lake, qui compte dans ses rangs Hod Stuart, bat les Bankers de Pittsburgh pour remporter le titre de champion des États-Unis. James Dee en veut plus et lance un défi aux Montréal AAA pour jouer un match pour la coupe Stanley mais la formation de Montréal décline. Malgré tout, Gibson rentre au Canada et fait passer le mot qu'au Michigan les joueurs sont payés pour jouer au hockey. L'exode des joueurs de hockey débute : Jean-Baptiste Laviolette, vingt-six ans, et Didier Pitre sont parmi les premiers joueurs à tenter l’aventure et à quitter Montréal. Une autre vedette de l'époque rejoint la LIH : Frederick « Cyclone » Taylor. Ce jeune joueur de vingt-et-un ans est depuis peu banni du hockey en Ontario pour avoir refusé la proposition du secrétaire de l'Association de hockey de l'Ontario, William Hewitt. Même si Hewitt veut voir Taylor dans son équipe des Marlboros de Toronto, le jeune joueur doit continuer à travailler pour aider sa famille à vivre. Taylor se voit proposer un contrat par le Portage Lakes Hockey Club de 400 dollars plus les frais de déplacement pour rejoindre le Michigan.
Pendant ce temps, les magnats du hockey au Canada fulminent de voir leurs meilleurs joueurs partir aux États-Unis. Ils ripostent et brandissent leur menace habituelle : le bannissement des joueurs professionnels, mais l’appât de l’argent est plus important. Cependant, en 1907, une récession frappe l'économie américaine en même temps que le marché du cuivre, et Gibson et les autres Canadiens sont de retour au Canada. Malgré cette courte existence, la LIH a changé le visage du hockey en Amérique du Nord car désormais le hockey professionnel existe et on ne peut plus faire marche arrière. En 1907, les Thistles de Kenora remportent la coupe Stanley : c'est la dernière fois qu'une petite ville remporte la coupe et également la dernière équipe amateur à mettre la main sur le trophée.

### Les prémices de la LNH

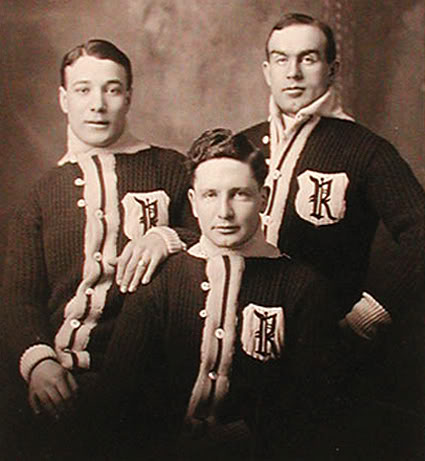
Les trois vedettes des Creamery Kings de Renfrew : Édouard « Newsy » Lalonde, Frank Patrick et Frederick « Cyclone » Taylor.

Le 13 novembre 1909, à la suite d’un différend qui oppose les propriétaires des clubs membres de l’Eastern Canada Amateur Hockey Association et le nouveau propriétaire des Wanderers de Montréal, James Strachan, une nouvelle ligue voit le jour. Ce dernier s'associe avec John Ambrose O'Brien, le fils du Sénateur Michael John O'Brien, propriétaire des Creamery Kings de Renfrew en Ontario. Ensemble, ils créent l'Association nationale de hockey (ANH). Jimmy Gardner, un directeur des Wanderers, et Ambrose O’Brien ont l’idée d’exploiter commercialement la rivalité entre les anglophones et les francophones de Montréal et d’établir un club de hockey majoritairement, sinon totalement, composé de joueurs d’expression française : le « Club Athlétique Canadien », connu par la suite sous le nom de Canadiens de Montréal.
Une guerre au plus offrant se déroule afin de recruter les meilleurs joueurs en activité. Ainsi, Frank et Lester Patrick se joignent à Renfrew pour la somme de 3 000 dollars pour Frank et 2 000 pour son frère. Les Comets signent Art Ross pour 2 700 dollars. Renfrew signe un autre gros nom du hockey de l'époque : Cyclone Taylor rejoint les Creamery Kings, très vite surnommés Millionnaires, pour 5 250 dollars et une saison d'une douzaine de matchs. Il est alors le joueur le mieux payé de toute la ligue et même le sportif canadien le mieux payé, sa paye étant supérieure à celle du premier ministre canadien, qui touche alors 2 500 dollars par année. En 1910-1911, l'ANH décide d'abandonner la forme classique de deux périodes et de diviser le temps de jeu en trois périodes de vingt minutes.
Le 7 décembre 1911, les frères Patrick utilisent les finances familiales et créent une nouvelle ligue de hockey à l'Ouest du Canada : l'Association de hockey de la Côte du Pacifique (PCHA) dont les règles sont calquées sur celles de l'Association nationale de hockey, la grande ligue de hockey de l'époque. Il existe désormais deux compétitions de grande ampleur au Canada : la PCHA à l'Ouest et l'ANH à l'Est, et à l'issue de la saison 1914-1915, les Millionnaires de Vancouver battent les Silver Seven d'Ottawa pour mettre la main sur la coupe Stanley.
Le 28 octobre 1916, le président historique de l'ANH, Emmett Quinn, décide de démissionner ; il est à la tête de l'ANH depuis 1910 et est remplacé par le Major Frank Robinson. Afin d'exclure les Blueshirts de Toronto d'Edward Livingstone de la ligue, les présidents des autres équipes se réunissent à l'Hôtel Windsor le 26 novembre 1917 et décident de dissoudre l'Association et de créer une nouvelle structure sans lui : la Ligue nationale de hockey. De son côté, la PCHA voit ses finances se dégrader petit à petit et en 1924, les Maroons de Vancouver déposent le bilan. Il ne reste alors plus que deux équipes qui rejoignent la Western Canada Hockey League. Deux saisons plus tard, les finances de la WCHL ne sont pas meilleures et cette dernière met également fin à ses activités. La majorité des anciens joueurs de la PCHA et de la WCHL rejoignent alors la Ligue nationale de hockey.

### Les Jeux olympiques et l'expansion du hockey en Europe
En janvier 1920, le Comité international olympique annonce que lors des Jeux olympiques d'été, prévus en avril 1920, à Anvers, en Belgique, une compétition de hockey aura lieu entre les équipes masculines des différentes nations. Six joueurs sont alignés de chaque côté alors que les changements de ligne ne peuvent s'effectuer que lors d'un arrêt du jeu. Les sept équipes participant au tournoi sont les suivantes : la Belgique, le Canada, les États-Unis, la France, la Suède, la Suisse et la Tchécoslovaquie. La Suisse compte dans ses rangs Max Sillig, président de la LIHG, alors que le Canada est représenté par les Falcons de Winnipeg, équipe détentrice de la coupe Allan et composée uniquement de joueurs de familles originaires d'Islande. Il est décidé de distribuer les médailles selon le « système Bergvall » : l'une des sept équipes est tirée au sort et exemptée du premier tour — la France. La première phase se joue avec trois matchs au premier tour puis les trois vainqueurs et l'équipe exempte du premier tour se rencontrent. Une finale est organisée à l'issue de laquelle la médaille d'or est donnée à la meilleure équipe. Par la suite, les trois équipes éliminées par l'équipe championne participent à une deuxième phase avec une équipe exemptée de premier tour. L'équipe qui sort victorieuse de ce tour reçoit la médaille d'argent. Enfin, les trois équipes éliminées par les deux équipes médaillées se rencontrent dans une troisième phase afin d'attribuer la médaille de bronze. Les Falcons, emmenés par Frank Fredrickson, remportent le tournoi grâce à trois victoires : 15-0 contre la Tchécoslovaquie, 2-0 contre les États-Unis puis 12-1 contre la Suède. La Tchécoslovaquie est exemptée du premier tour de la deuxième phase mais perd en finale contre les États-Unis 16-0. La troisième phase oppose la Tchécoslovaquie, la Suède et la Suisse. Une nouvelle fois exemptée du premier match, la Tchécoslovaquie remporte son premier match du tournoi lors de la dernière rencontre contre la Suède 1-0 ; l'équipe se classe alors troisième,. Cinq ans plus tard, le CIO déclare que finalement, le tournoi de 1920 n'était pas un tournoi officiel et que la médaille d'or remportée par le Canada ne compte pas. Le résultat sera rétabli plus tard et la médaille d'or officiellement remportée par le Canada. En 1983, la Fédération internationale de hockey sur glace reconnaît ce tournoi comme son premier championnat du monde.
La plus vieille compétition de club en Europe voit le jour en 1923 : la coupe Spengler a lieu chaque année à Davos et se déroule entre Noël et le Jour de l'an. Les équipes participantes sont invitées par l'équipe hôte, le Hockey Club Davos. En janvier 1925, le 1. ČsŠK Bratislava l'emporte contre le SK Velké Meziříčí sur le score de 9-2 au cours du premier match de l'histoire entre deux équipes tchécoslovaques alors que Bratislava perd le premier match de son histoire un mois plus tôt contre Wiener EV. L'année suivante, la première patinoire artificielle est créée en Suisse dans la ville de Davos.
Au début des années 1940, James T. Sutherland, le président de l'Association canadienne de hockey amateur, désire fonder un Temple de la renommée du hockey sur glace nord-américain. En 1943, la LNH et l'ACHA trouvent un accord pour que le temple soit situé dans la ville de Kingston, supposé le berceau du hockey sur glace. Le 10 septembre 1943, Stuart Crawford, maire de la ville de Kingston, est désigné premier président du Temple et les premiers joueurs à en faire partie sont : Hobey Baker, Charlie « Chuck » Gardiner, Eddie Gerard, Francis « Frank » McGee, Howie Morenz, Tom Phillips, Harvey Pulford, William « Hod » Stuart et Georges Vézina.
Les femmes ne sont autorisées à participer aux Jeux Olympiques qu'en 1998.

### Le hockey féminin

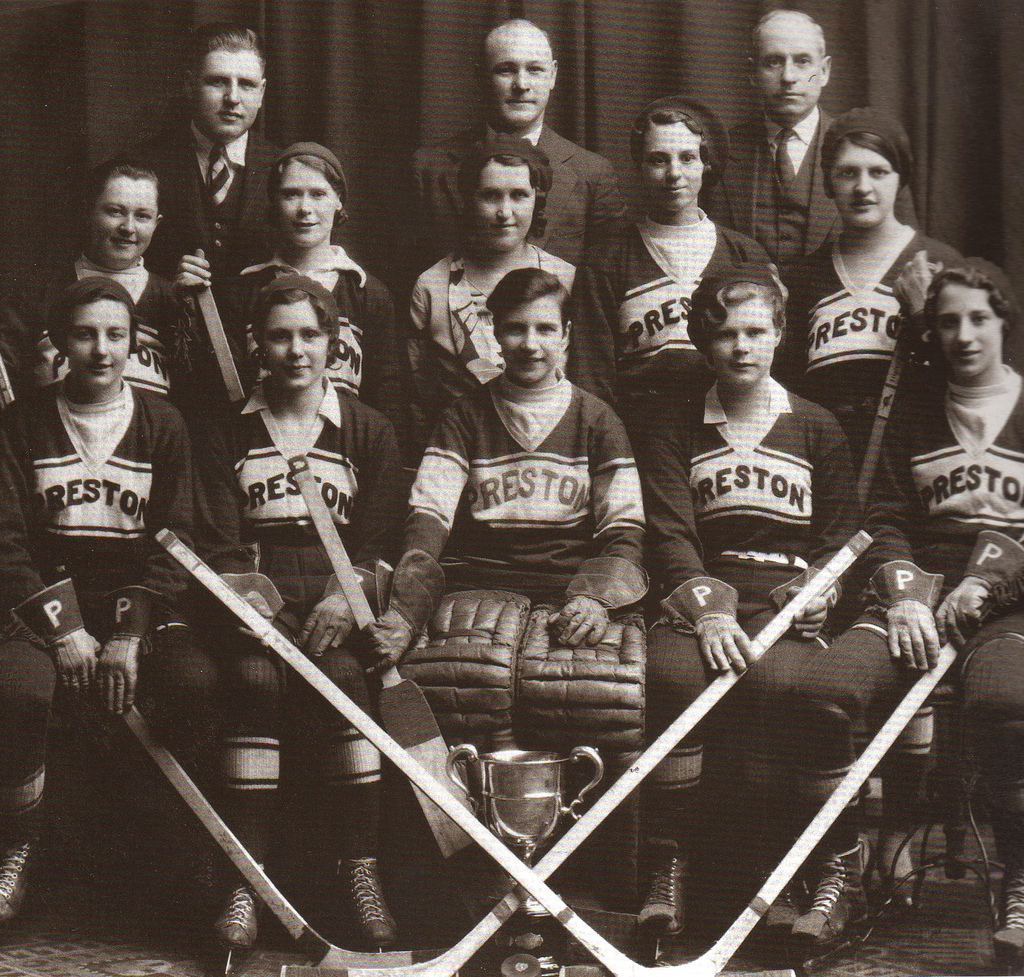
Dans les années 1930, les Rivulettes dominent le hockey sur glace féminin du Canada.

L'histoire du hockey sur glace féminin débute quasiment en même temps que le premier match de hockey sur glace masculin a lieu en salle. En effet, en 1889, quelques mois après que Lord Stanley a vu son premier match de hockey lors du Carnaval d'hiver de Montréal, la presse locale rapporte qu'une de ses filles, Isobel, a joué au sein d'une équipe composée de jeunes filles de la maison du gouverneur et a battu une autre formation féminine. Au cours des années qui suivent, différentes équipes féminines font parler d'elles : en 1896, une jeune fille reconnue comme étant une des personnes les plus rapides sur patins de toute la Saskatchewan, Annie McIntyre, forme une équipe de hockey. Le 11 mars 1897, le journal Medicine Hat Times fait part d'une rencontre entre deux équipes féminines. Avant la fin du siècle, des équipes se créent un peu partout au Canada : Calgary, Banff, Medicine Hat, Vancouver, Kingston, Toronto, Ottawa, Montréal ou encore Québec. En 1900, la première ligue féminine est organisée au Québec ; elle comporte alors trois formations de Montréal, une de Québec et une dernière de Trois-Rivières.
Au fur et à mesure des années qui passent, les rencontres de hockey féminin deviennent de plus en plus populaires et des compétitions d'un côté à l'autre du Canada sont organisées. Dans les années 1930, certaines rencontres attirent près de 3 000 spectateurs. Au cours de cette même période, l'équipe la plus connue du Canada est celle des Rivulettes de Preston qui remporte la majorité des titres entre 1931 et 1940. Au cours des dix saisons, l'équipe remporte toutes les éditions du championnat de l'Ontario, Ladies Ontario Hockey Association Senior Division, et met la main sur quatre trophées de la meilleure équipe du Canada, en 1935, 1937, 1938 et 1939. Selon les relevés des résultats réalisés par des historiens du hockey sur glace féminin, l'équipe ne perd que deux rencontres en près de 350 parties disputées,.
La fin de la Seconde Guerre mondiale met un coup d'arrêt au hockey féminin : l'interdiction des mises en échec et la séparation en deux sphères — avec des villes qui vont jusqu'à interdire aux hommes d'assister aux matchs féminins — ont raison de l'engouement pour la pratique féminine. De 1936 à 1948, et de 1951 à 1960, il n'y a aucune compétition nationale au Canada. Il faudra attendre les années 1960 avant de revoir du hockey féminin. En 1989, la Fédération internationale réalise un sondage auprès des nations adhérentes pour savoir si une compétition féminine internationale aurait des chances de réussir. À la suite du retour positif du sondage, le premier Championnat d'Europe féminin a lieu en 1989. La saison suivante, le premier Championnat du monde est organisé avec les cinq meilleures équipes européennes en 1989, le Canada, les États-Unis et le Japon. Invaincues du tournoi, les deux équipes nord-américaines se retrouvent en finale et la médaille d'or revient au Canada qui l'emporte 5-2. En 1998, en même temps que les joueurs de la LNH font leurs débuts au cours des Jeux olympiques de 1998, les joueuses de hockey font également leur entrée dans le monde du sport olympique alors que la médaille d'or est remportée par les États-Unis qui battent le Canada en finale. Il s'agit alors de la première défaite en compétition internationale du Canada.
Bien qu’il n’existe pas autant de ligues féminines que de ligues masculines, il en existe de tous niveaux. Ainsi, en Amérique du Nord, la Ligue canadienne de hockey féminin (LCHF), fondée en 2007, et la Ligue nationale de hockey féminin (LNHF), fondée en 2015 et renommée Fédération première de hockey (FPH) en 2021, sont les deux ligues majeures du Canada et des États-Unis,. La LCHF disparait en 2019 pour des raisons financières. En 2023, la Ligue professionnelle de hockey féminin remplace la FPH. De plus, il existe plusieurs championnats européens féminins, des équipes nationales, olympiques, universitaires et de loisirs. La grande différence entre le hockey sur glace masculin et féminin est l’interdiction des charges chez les femmes.

## Jeu

### Règlements
Les règles internationales du hockey sur glace sont édictées par la Fédération internationale de hockey sur glace (IIHF). C’est également le règlement qui s’applique dans les championnats nationaux de la plupart des pays, en dehors de l’Amérique du Nord.
En effet, aux États-Unis et au Canada (et bien que ces pays soient membres de l’IIHF), les ligues peuvent édicter leurs propres règles. Ainsi la Ligue nationale de hockey possède un règlement qui diffère quelque peu de celui de l’IIHF, notamment au sujet des combats, totalement interdits dans le règlement international.

### Patinoire de hockey sur glace
Le hockey sur glace se joue sur une patinoire qui peut être soit intérieure soit extérieure, la glace pouvant être naturelle ou artificielle. Dans la plupart des rencontres organisées au sein d'une compétition, la glace est artificielle. Il existe différentes tailles de patinoires mais la Fédération internationale de hockey sur glace définit des dimensions réglementaires : entre 56 et 61 m de long et entre 26 et 30 m de large. Pour les compétitions internationales, les dimensions minimales passent à 60 m sur 29 m. L'aire de jeu possède des angles arrondis avec un rayon compris entre 7 et 8,5 m. Des glaces de protection doivent être installées au-dessus des bords de la patinoire, les glaces faisant entre 1,6 et 2 m de haut derrière les buts et au minimum 80 cm de hauteur sur le reste de la patinoire.
Plusieurs parties composent la patinoire : une zone défensive entre le fond de la patinoire et la première ligne bleue, une zone neutre entre les deux lignes bleues et enfin une zone offensive entre la deuxième ligne bleue et l'autre extrémité de la glace. Des lignes rouges au nombre de trois coupent également la patinoire dans le sens de la largeur : une ligne au centre de la patinoire et deux lignes constituant les lignes de but et distantes de chaque extrémité de 4 m. Les lignes bleues sont tracées de manière que l'espacement entre ces deux lignes et la ligne centrale soit égal. En Amérique du Nord, le territoire de but a également deux lignes rouges qui sont situées derrière le but qui forme un trapèze. La zone ainsi délimitée est la seule où le gardien de but peut toucher le puck avec sa canne; en dehors de cette dernière, une pénalité mineure lui est infligée.
Différents points d'engagement sont présents sur la patinoire. Le point principal se trouve au milieu de la ligne centrale. Dans la zone neutre, il existe quatre autres points d'engagement. Deux sont situés du côté de la zone offensive d'une équipe, un à gauche et l'autre à droite, à 1,5 m de la ligne bleue ; et deux sont situés du côté de la zone offensive de l'autre équipe de manière symétrique. Les quatre derniers points d'engagement sont placés deux à deux dans la zone défensive de chaque équipe, un de chaque côté des buts. Les points servent à réaliser les engagements. À chaque début de période ou après chaque but, la remise en jeu se fait au centre de la patinoire. Pour les autres arrêts de jeu, c'est le point le plus proche de l'endroit où le jeu a été arrêté qui est utilisé (sauf cas de hors-jeu ou de dégagement interdit). Autour du point central et des points situés dans les zones défensives, des cercles de 4,5 m de rayon sont tracés au sol. Le point central est également le point de départ des tirs de fusillade et des lancers de pénalité.
Deux autres catégories de tracés au sol réglementaires sont présents sur la glace. Le premier, le territoire des arbitres, est constitué d'un demi-cercle de 3 m de rayon centré sur le centre de la table de marque. Aucun joueur n'est autorisé à pénétrer dans cette zone quand l'arbitre est en communication avec un autre arbitre ; il peut encourir une pénalité de méconduite (dix minutes). La deuxième zone est celle des gardiens de but. Centrée sur le milieu du but, elle a un rayon de 1,8 m et se termine de chaque côté sur la ligne de but. Cette zone est peinte en bleue et aucun attaquant n'a le droit de s'y trouver quand un but est inscrit.
Les buts de chaque équipe sont placés au centre de la ligne de but et sont constitués de deux poteaux de 1,22 m de haut séparés de 1,83 m. Ils sont reliés ensemble par une barre transversale. L'ensemble des éléments sont des tubes de 5 cm de diamètre et peints en rouge. Les buts sont complétés par un filet blanc qui doit se situer entre 60 et 1,12 cm de la ligne de but.

### Personnes présentes lors d'un match

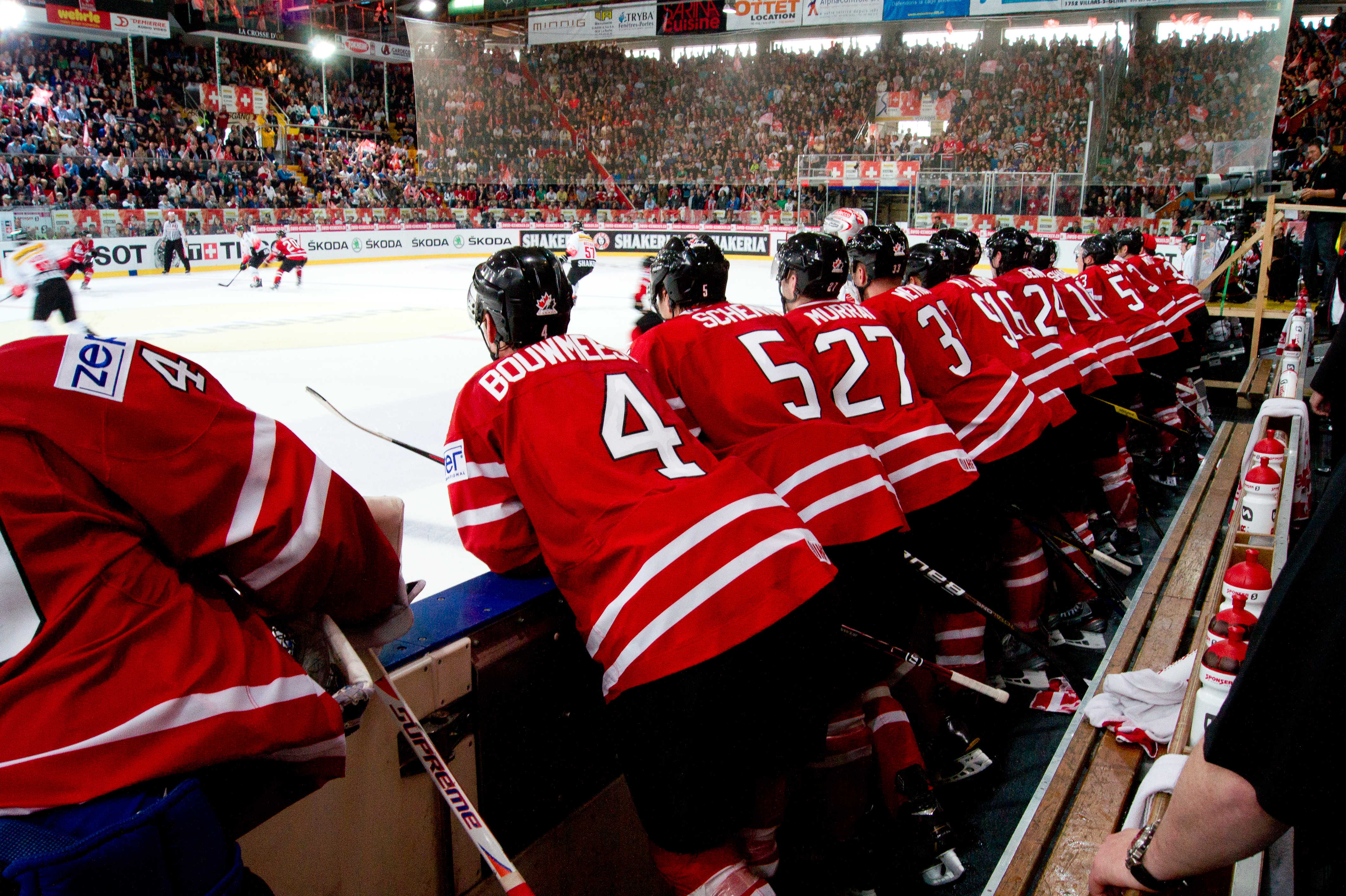
Banc de touche de l'équipe du Canada en 2012.

Au cours d'une rencontre de hockey sur glace, chaque équipe est composée d'un nombre maximum de joueurs. Ce nombre est de vingt joueurs et deux gardiens de but pour la Fédération internationale alors que pour la LNH, seulement 18 joueurs sont acceptés en plus des gardiens. Chaque équipe doit présenter un capitaine et deux capitaines-adjoints, ou à la rigueur trois adjoints pour la LNH. Ce sont alors les seules personnes autorisées à discuter avec les arbitres de leur décision. Un gardien de but ne peut pas être désigné capitaine de son équipe.
À un même instant, une équipe ne peut avoir que six joueurs sur la glace. En dehors de situations de jeu particulières, elle se compose d'un gardien de but, de deux défenseurs et de trois attaquants : un centre et deux ailiers. Les entraîneurs sont libres de changer les joueurs comme ils veulent sur la glace tant qu'il n'y a pas plus d'un gardien de but en même temps. En plus des joueurs, une équipe a le droit d'avoir jusqu'à huit dirigeants présents sur le banc de touche. Un groupe de trois attaquants forme une ligne d’attaque et une paire de défenseurs forme une ligne de défense. Il existe également des lignes spécifiques aux situations d’infériorité numérique ou de supériorité numérique.
Enfin, un match de hockey se déroule sous la conduite d'un certain nombre d'arbitres. Un ou deux arbitres principaux et deux juges de lignes sont nécessaires afin de diriger la rencontre. En plus de ses arbitres sur la glace, une partie officielle selon les règlements internationaux nécessite deux juges de buts placés juste derrière la glace de protection derrière le but, un responsable de la feuille de match, un chronométreur, un annonceur, deux responsables des bancs de pénalité et enfin selon les rencontres un juge vidéo. Les arbitres communiquent aux joueurs et aux autres arbitres au moyen d'un ensemble de gestes codifiés que ce soit pour annoncer les pénalités, les buts ou encore les décisions qu'ils peuvent prendre. Les juges de ligne indiquent notamment les hors-jeu et dégagements interdits et procèdent aux engagements.

### Déroulement d'un match
Un match débute par un engagement au centre de la patinoire. Lors de cet engagement, chaque équipe se place du côté de son banc de touche. Les équipes changent de côté lors des autres périodes que ce soit les périodes du temps réglementaire ou des prolongations éventuelles. Un joueur de chaque équipe se place de part et d'autre du point central et attend que l'arbitre jette le palet sur la glace. Avant l'engagement du début du match, l'équipe jouant à l'extérieur fournit au corps arbitral le nom de ses cinq joueurs commençant la rencontre. Cette liste de cinq joueurs de départ est transmise à l'équipe domicile qui donne alors à son tour le nom de ses cinq joueurs.
L'objectif du hockey est d'inscrire plus de buts que l'équipe adverse. Pour inscrire un but au hockey, il faut que le palet franchisse entièrement la ligne de but adverse entre les deux poteaux de buts et la transversale. L'arbitre peut décider de refuser le but dans plusieurs cas ; par exemple, si la rondelle est poussée volontairement du patin par un joueur de l'équipe qui attaque ou si un joueur est présent dans la zone réservée au gardien de but. Les règlements des différentes ligues présentent un grand nombre de cas d'exclusion et de validation d'un but. Un match dure trois périodes de 20 minutes chacune, l’horloge étant arrêtée à chaque arrêt de jeu. Entre deux périodes, une pause a lieu et une ou plusieurs surfaceuses lissent la glace. La durée de la pause est définie à quinze minutes pour la Fédération internationale mais peut être d'une durée différente pour les championnats ayant leur propre règlement ; ainsi dans la LNH, la pause dure 18 minutes. En cas d’égalité à la fin du temps réglementaire, selon les championnats soit le match est déclaré nul soit il faut un vainqueur. Le match peut alors se poursuivre avec une ou plusieurs périodes de prolongation en mort subite. Dans certains cas, une séance de tirs de fusillade peut se dérouler.
Une règle importante est celle du dégagement interdit – icing en anglais. L'équipe en défense n'a pas le droit de dégager le palet vers sa zone d'attaque, de derrière la ligne rouge centrale. Le juge de ligne interrompt le jeu à partir du moment où la rondelle franchit entièrement la ligne des buts située en zone d'attaque. Il existe cependant des ligues, dont la LNH, qui donnent une chance aux joueurs de l'équipe ayant effectué le dégagement de toucher le palet en premier. Si un joueur de cette équipe parvient à toucher la rondelle avant l'adversaire, le jeu peut continuer normalement. Dans tous les cas, si le jeu est arrêté, l'équipe ayant concédé un dégagement interdit n'a pas le droit de changer les joueurs présents sur la glace au moment où le palet a quitté la palette du joueur faisant le dégagement. Enfin, une équipe jouant en infériorité numérique en raison d'une pénalité concédée a le droit de dégager son camp d'où elle veut sans qu'aucun dégagement interdit ne soit sifflé.
Un joueur a le droit de passer la rondelle à un autre avec sa crosse ou avec son patin mais aucune passe de la main n'est autorisée. Les joueurs ont en effet uniquement le droit d'arrêter le palet avec le gant mais sans serrer la main dessus. Les passes entre joueurs peuvent être réalisées dans n'importe quel sens, ce qui n'a pas toujours été le cas. En effet, au tout début du hockey, seules les passes en arrières sont autorisées ; il faut attendre la saison 1913-1914 de la PCHA pour voir les passes vers l'avant autorisées. La règle du hors-jeu limite les passes réalisées. En effet, la rondelle doit pénétrer entièrement dans la zone d'attaque, avant tout joueur de l'équipe à l'offensive. Si le joueur met un patin de chaque côté de la ligne bleue, il n'est pas considéré comme hors-jeu. Dans le cas d'un hors-jeu, l'arbitre peut laisser le jeu se dérouler si tous les joueurs attaquant font l'effort de sortir de la zone défensive adverse. Dans le cas contraire, le match est arrêté et un nouvel engagement a lieu sur le point d'engagement le plus proche.
Le hockey sur glace est un jeu physique au cours duquel des contacts sont autorisés entre les différents joueurs. Il s'agit, avant tout, de gêner l'adversaire, de le déstabiliser lors de prochains contacts, de le fatiguer et de lui faire perdre le palet. C’est une technique de base au hockey appelée mise en échec. Toutefois, les actions dangereuses ou contraires aux règles, sont sanctionnées par des pénalités ou punitions ; les mises en échec sont donc très surveillées et sont soumises à un certain nombre de conditions. Mal effectuée, une mise en échec peut blesser un joueur et des pénalités peuvent en découler. Un match peut également comporter des combats entre joueurs, combats tolérés ou interdits selon les ligues et les compétitions. Ainsi, dans le cadre d'un match couvert par la Fédération internationale, tout joueur se battant contre un autre en enlevant ses gants reçoit une pénalité de méconduite et tout joueur commençant à se battre reçoit une pénalité de match. La LNH, quant à elle, autorise sous certaines conditions les combats entre deux joueurs qui recevront alors chacun une pénalité majeure. Les règles des combats sont toutefois extrêmement encadrées afin d'éviter les dérives et plusieurs pages du règlement couvrent les différents cas.
Sous certaines conditions, une faute en jeu peut entraîner un tir de pénalité. Cinq conditions sont nécessaires pour qu'un lancer de pénalité soit accordé : que le palet ait quitté la zone défensive, que le joueur attaquant soit en possession de la rondelle, que la faute soit commise par derrière, que le joueur ait une chance raisonnable de marquer le but et enfin que le seul obstacle au but soit le gardien. D'autres cas, moins fréquents, peuvent également conduire à un lancer de pénalité mais tous les cas relèvent de la décision finale du corps arbitral. Lors du tir de pénalité, tous les joueurs rejoignent leur banc ; les deux seuls joueurs restant sur la glace sont le gardien de l'équipe ayant réalisé la faute et le tireur. Le palet est placé sur le point central de la patinoire alors que le gardien de but doit rester sur sa ligne de but. Au coup de sifflet de l'arbitre, l'attaquant peut prendre le contrôle de la rondelle, se diriger vers le but et essayer de marquer. Une fois le palet touché par l'attaquant, le gardien peut quitter sa ligne de but. L'attaquant ne peut prendre qu'un seul tir et une fois que la rondelle a franchi la ligne de but, le tir de fusillade est considéré comme terminé. Lors d'un tir de pénalité, le palet doit toujours avancer en direction de la cage et ne peut jamais reculer. Le jeu est immédiatement arrêté après un tir de fusillade. En cas de but l'engagement a lieu au centre de la patinoire, en cas de tir infructueux, l'engagement a lieu dans la zone où le tir a été effectué.

## Équipement

### Équipement des joueurs

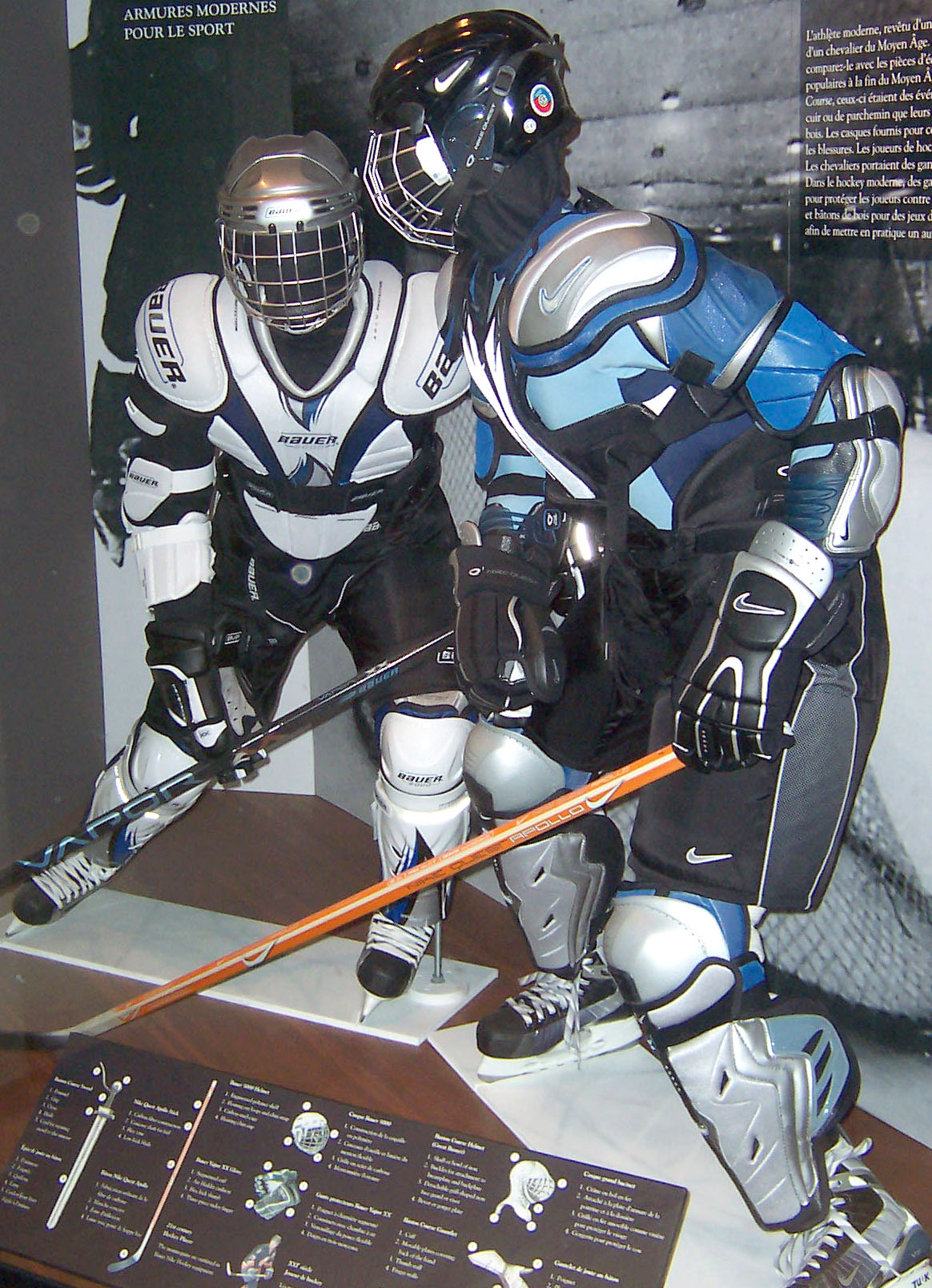
Présentation de l'équipement de joueurs de hockey sur des mannequins.

Tous les joueurs et gardiens de hockey doivent porter tout un ensemble d'équipements : des patins à glace, une crosse, une tenue complète et des protections. La crosse, également bâton ou plus simplement hockey, doit être faite en bois ou tout autre matériau approuvé. Chaque joueur a le droit de mettre en place de la bande adhésive sur son bâton. Les dimensions de la crosse sont libres jusqu'à un certain niveau : la partie droite fait au maximum 163 cm de long sur 3 cm de large et 2,5 cm d'épais. Cette partie droite est prolongée d'une palette incurvée de 32 cm de long maximum, 7,5 cm de large et 5 cm d'épaisseur. La palette peut être courbée pour donner plus de force au lancer,.
Tout joueur cassant son bâton sur la glace peut continuer à jouer s'il lâche les bouts cassés ; il a le droit de continuer à jouer sans crosse ou selon son choix de revenir vers son banc d'équipe pour se voir donner un nouveau bâton par un de ses coéquipiers.
La tenue du joueur de hockey est composée d'un maillot, également appelé chandail au Québec, d'une culotte (cuissette au Québec), et de bas. Une couleur de base doit être prédominante sur l'ensemble des équipements et le maillot doit être porté en dehors de la culotte. Chaque joueur doit porter sur son dos un numéro et dans les compétitions internationales, le joueur doit également porter son nom dans son dos. Dans de nombreuses ligues, chaque équipe possède plusieurs couleurs d'uniformes ; ainsi dans la LNH, les maillots domiciles sont de couleurs foncées alors que les maillots extérieurs sont plutôt clairs.
Que ce soit pendant l'échauffement ou pendant le match, tout joueur doit porter un casque avec une jugulaire pour le maintenir sur la tête. Le casque doit être le même pour tous les joueurs de l'équipe sauf pour le gardien qui a le droit de porter un casque d'une autre couleur. Pour l'IIHF, selon les catégories de joueur, le casque peut ou doit être équipé d'une grille intégrale ou d'une visière. Ainsi, par exemple, toutes les femmes et les joueurs de moins de dix-huit ans doivent porter des casques avec grilles intégrales. De son côté, la LNH exige depuis la saison 2013-2014 que tous les joueurs ayant participé à moins de vingt-cinq rencontres soient équipés d'une visière solidement fixée afin de protéger les yeux des joueurs.
Le port du casque dans la LNH n'est rendu obligatoire qu'en 1979, dix ans après la chute de Bill Masterton sur la glace en arrière et sur la tête. Peu de joueurs portent un casque en 1968 et la mort de Masterton suscite immédiatement un débat sur la nécessité de rendre leur utilisation obligatoire. Il faut attendre onze ans avant que la LNH ne rende finalement le port du casque obligatoire pour tout joueur ayant signé son premier contrat après le 1er juin 1979. Les joueurs présents dans la ligue conservent leur libre arbitre sur le port du casque et le dernier joueur à jouer sans casque Craig MacTavish qui se retire en 1997.
Tous les joueurs portent des gants qui doivent couvrir l'ensemble de la main et également le poignet du joueur. Avec le casque, ce sont les deux seuls équipements de protection qu'un joueur doit porter au-dessus de ses habits. En dessous du maillot, le joueur peut porter des épaulières, un plastron et des coudières. La culotte est souvent directement dotée de mousse pour protéger les cuisses. Les joueurs portent également une coquille et des jambières tenues par les bas et couvrant du genou jusqu'aux patins.
La fédération internationale de hockey sur glace a pris la décision le 4 décembre 2023, sur recommandation de son comité médical, d'imposer à tous ses joueurs de porter un protège-cou et une protection de la gorge lors de toutes les compétitions qu’elle organise. La date exacte de l’entrée en vigueur n'est pas encore connue en raison de la capacité des fournisseurs à fournir le matériel, mais pourrait intervenir pour le prochain Mondial, qui se déroulera à Prague et Ostrava du 10 au 26 mai 2024. Ce choix intervient quelques semaines après le décès tragique d’Adam Johnson, qui s’était fait trancher la gorge par un patin lors d’un match de première division britannique. Le protège-dents reste facultatif. Tous ces équipements sont obligatoires pour les joueurs de moins de dix-huit ans.

### Équipements des gardiens

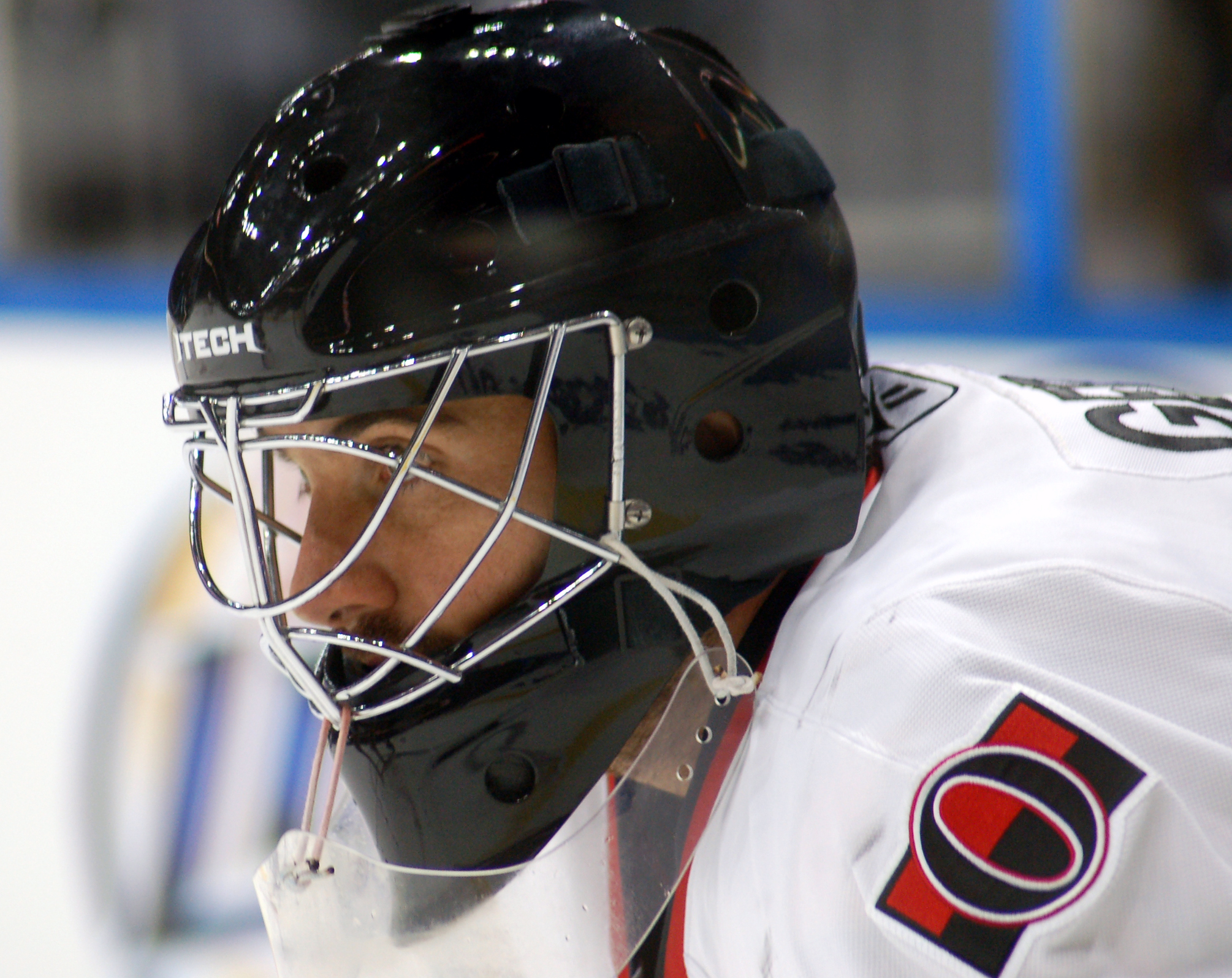
Un masque de gardien complet classique en fibres de verre et kevlar avec protège-gorge, porté par Martin Gerber.

Les gardiens de buts sont plus exposés que les autres joueurs et leurs équipements de protection doivent donc être plus complets. Ainsi, ils portent un plastron plus complet qui couvre mieux les bras et tout l’avant de la taille jusqu'au cou, également une culotte plus épaisse et un masque en plus du casque.
Ce masque est spécifique et doit être entièrement fermé afin d'empêcher un palet d'atteindre le visage ; pour les femmes et les joueurs de moins de 18 ans, la grille doit être dimensionnée sur la taille d'une crosse de hockey. Selon l'IIHF, si le casque d'un joueur s'enlève, il doit immédiatement arrêter son action pour retourner sur le banc alors que pour un gardien de but, le match est arrêté. Depuis la saison 2019-2020, la LNH force également un joueur qui perd son casque à rentrer au banc, mais lui permet tout de même de compléter un jeu s'il y était déjà engagé. La LNH prévoit l'arrêt immédiat du match pour la perte du casque du gardien de but.
L'usage du masque pour les gardiens de la LNH ne rentre que tardivement dans les mœurs. Jacques Plante se blesse au visage lors d'un match de son équipe des Canadiens contre les Rangers de New York en 1959 et comme il ne peut pas revenir au jeu le visage en sang, il convainc son entraîneur, Toe Blake, de l'autoriser à porter un casque de protection. Les Canadiens remportent le match et Plante ne jouera plus un seul match sans son masque. L'usage de la protection de la jugulaire est mis en exergue à la suite d'un accident lors d'un match entre les Sabres de Buffalo et les Blues de Saint-Louis. Au cours d’une action devant les buts des Sabres, Clint Malarchuk, à terre, reçoit un coup de lame de patin à l'artère carotide externe. Le gardien est finalement sauvé par l’intervention rapide des secouristes,.
Pour un gardien de but, la partie droite de la crosse fait au maximum la même longueur mais sur 71 cm, elle a le droit d'être plus large, jusqu'à 9 cm de large. La palette est également de taille différente puisqu'elle peut mesurer 39 cm pour une largeur de 9 cm,.
Les patins des portiers sont protégés par une coque avec une lame plus longue et plus plate que des patins de joueur pour une meilleure stabilité du gardien. Alors que les joueurs ont deux gants identiques, ceux des gardiens sont différents l'un de l'autre : une mitaine, permet d’attraper le palet, et sur l'autre main, un bouclier, aussi appelé plaque, accroché à un gant permet de tenir la crosse et de repousser la rondelle. La plaque doit mesurer au maximum 38,1 cm de long par 20,32 cm de large alors que la mitaine doit avoir un périmètre de 114,3 cm au maximum. Pour se protéger les jambes, les gardiens portent des jambières, également appelées bottes, qui doivent faire au maximum 28 cm de large ; ces bottes sont tenues par des lanières au-dessus des bas.

### Équipement des arbitres
Les arbitres de hockey se trouvant assez souvent au milieu de l’action doivent également porter des équipements de protection. En plus d’un casque noir et de patins, ils portent un pantalon noir et un maillot réglementaire. Les arbitres principaux doivent avoir une bande orange sur chaque bras afin de les différencier des juges de lignes. Chaque arbitre possède un sifflet afin d'arrêter le jeu en cas de besoin.

## Compétitions

### Compétitions internationales
La Fédération internationale de hockey sur glace organise un grand nombre de compétitions internationales. Annuellement, des championnats du monde sont organisées tout au long de l'année pour différentes catégories. Sur une année entière, la première compétition organisée par l'IIHF sont les championnats du monde junior, au sens des joueurs moins de vingt ans, pour la division élite. Le tournoi a lieu entre fin décembre et début janvier alors que les tournois des autres divisions junior ont lieu courant décembre et courant janvier. Les championnats du monde moins de 18 ans se déroulent entre février et avril pour les différentes divisions alors que les tournois moins de 18 ans féminins ont lieu entre mars et avril. Les championnats du monde féminins se déroulent également en avril et à la même époque, les divisions inférieures du tournoi masculin commencent. La dernière compétition à se jouer est celle de la division élite masculine qui commence début mai
Une fois tous les quatre ans, à l'occasion des Jeux olympiques d'hiver, la fédération met également en place deux tournois de hockey sur glace, une pour les femmes et une autre pour les hommes. La LNH organise également pendant un temps une coupe du monde de hockey sur glace qui prend la suite de la Coupe Canada. En Europe, plusieurs compétitions sont jouées entre équipes de club, dont la dernière créée pour la saison 2014-2015, la Ligue des champions de hockey sur glace.
Parmi les 72 États membres de la Fédération internationale de hockey sur glace, le Canada, la République tchèque, la Finlande, la Russie, la Slovaquie, la Suède et les États-Unis se sont souvent partagé les trois premières places aux championnats du monde masculin de l’IIHF.
Entre 1920 et 1939, les différentes éditions du championnat du monde, ou des Jeux olympiques, sont quasiment toutes remportées par les joueurs canadiens bien qu'une équipe différente représente le pays chaque année ; le Canada est traditionnellement représenté par des équipes amateurs. Les deux seules éditions où l'or ne revient pas au Canada sont celles de 1933 avec une victoire américaine 2-1 en prolongation et en 1936. Au cours de cette dernière édition, la médaille d'or revient à la Grande-Bretagne dont l'équipe est composée en majorité de joueurs nés en Angleterre mais formés au Canada.
À la suite de la Seconde Guerre mondiale, la première édition a lieu en 1947 en Tchécoslovaquie et l'équipe locale profite de l'absence du Canada pour remporter sa première médaille d'or sur sa glace. En 1953, c'est au tour de la Suède de mettre la main sur sa première médaille d'or. L'année suivante amène un changement de taille au sein des compétitions internationales avec la première participation de l'Union des républiques socialistes soviétiques. En sept rencontres, les Soviétiques ne concèdent qu'une partie nulle, contre la Suède, et se permettent même de battre le Canada sur le score de 7-2. L'URSS remporte la première d'une longue série de médailles d'or puisqu'au cours des 34 éditions suivantes de compétitions internationales, l'URSS gagne dix-neuf médailles d'or, sept d'argent et cinq de bronze. En 34 ans, l'URSS ne manque pas un seul podium.
En 1977, après six ans de boycott de la part du Canada, les joueurs professionnels sont autorisés à participer au championnat du monde. Il n'y a alors guère que la Tchécoslovaquie pour réussir à se hisser sur la première marche du podium de temps en temps. À la suite de l'explosion de l'URSS, la Russie fait ses débuts en 1992 et finit premier dès l'édition suivante. Le Canada gagne sa première médaille d'or en 1994. Au cours des saisons suivantes, de nouvelles nations se hissent sur les premières marches des podiums du championnat du monde : la Finlande en 1995, la République tchèque en 1996 puis plus tard la Slovaquie en 2002.
De la même manière, les neuf médailles olympiques et les 27 médailles du championnat du monde féminin de hockey sur glace sont allées à un de ces sept pays. La Suisse a gagné deux médailles de bronze aux Jeux olympiques et a fini sept fois sur le podium au championnat du monde. Elle possède aussi une des plus vieilles et une des meilleures ligues de hockey sur glace européennes (la Ligue nationale A) et est ainsi considérée comme la huitième nation du hockey.

### Compétitions nationales
Le championnat le plus connu est celui de la Ligue nationale de hockey (LNH), joué en Amérique du Nord. La LNH joue sa première saison en 1917-1918 et depuis cette première édition, le calendrier est divisé en deux parties : une partie saison régulière où toutes les équipes participent et une partie de séries éliminatoires où seulement les meilleures équipes prennent part. Aux débuts de la LNH, le vainqueur des séries concourt pour la coupe Stanley contre les champions des autres ligues majeures nord-américaines mais depuis 1926 et la disparition des principales organisations concurrentes, la coupe Stanley revient directement au champion des séries de la LNH. La franchise la plus titrée de l'ensemble de la LNH est celle des Canadiens de Montréal.
Les championnats européens de meilleur niveau sont ceux de Suède (Elitserien), de Russie (KHL), de Finlande (SM-liiga), de République tchèque (Extraliga), de Suisse (Ligue Nationale A) et d’Allemagne (Deutsche Eishockey-Liga).
En Europe, parmi les plus grands clubs, citons le HK CSKA Moscou (32 titres de champion d’URSS), le HC Davos (31 titres de champion de Suisse), le Djurgårdens Hockey (seize titres de champion de Suède), le HC Sparta Prague (huit titres de champion de Tchécoslovaquie et de République tchèque) et le Jokerit (six titres de champion de Finlande). En France, Chamonix (trente titres) et Paris (21 titres) sont les villes les plus titrées.

## Popularité

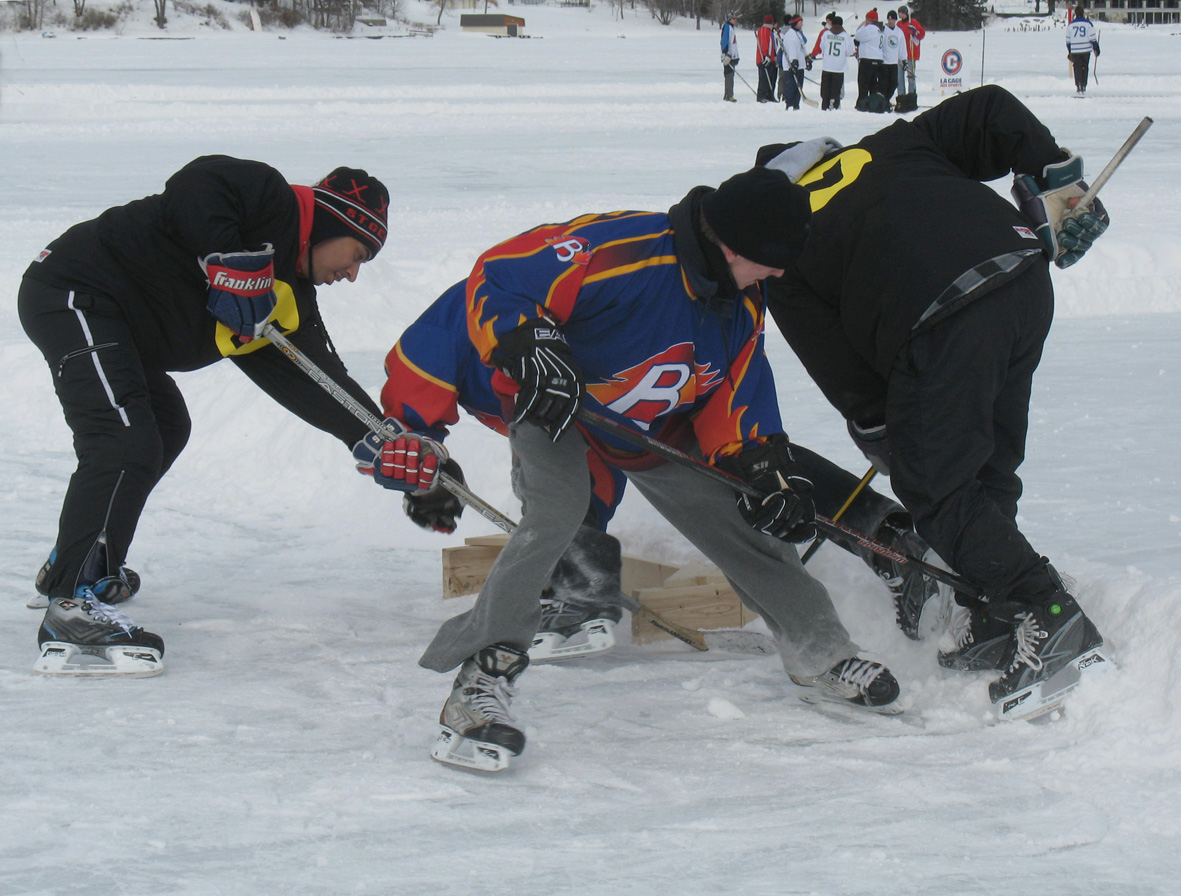
Joueurs de hockey d'antan au Québec.

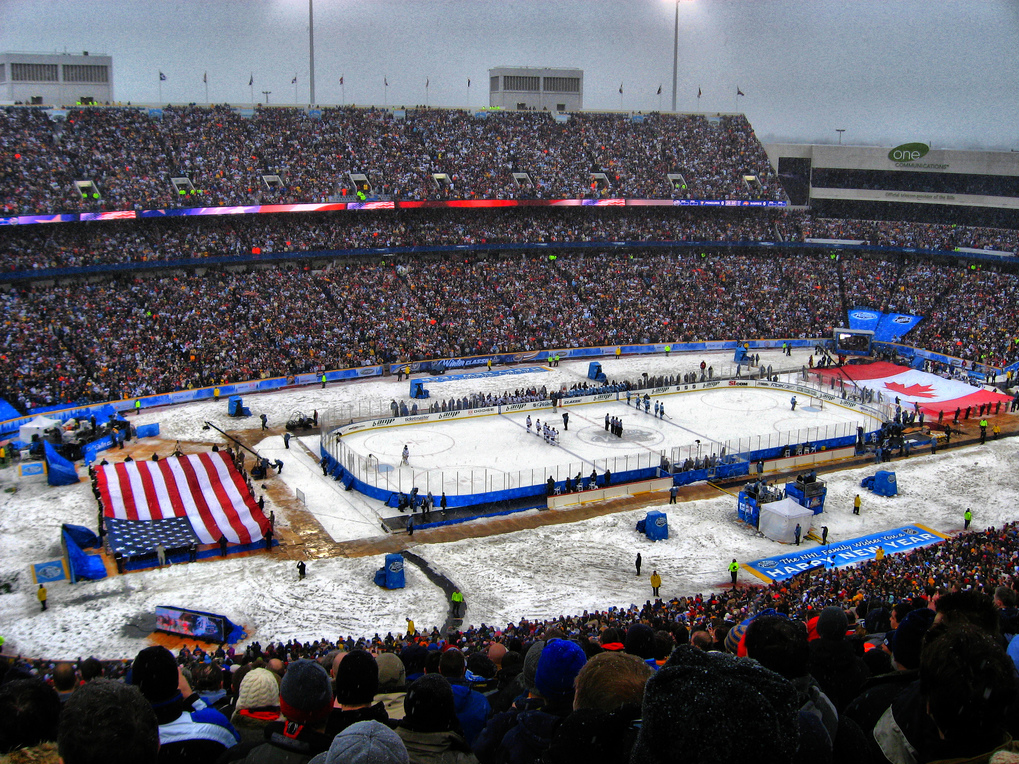
71217 spectateurs pour la Classique hivernale de la LNH 2008 à Buffalo dans l’État de New York.

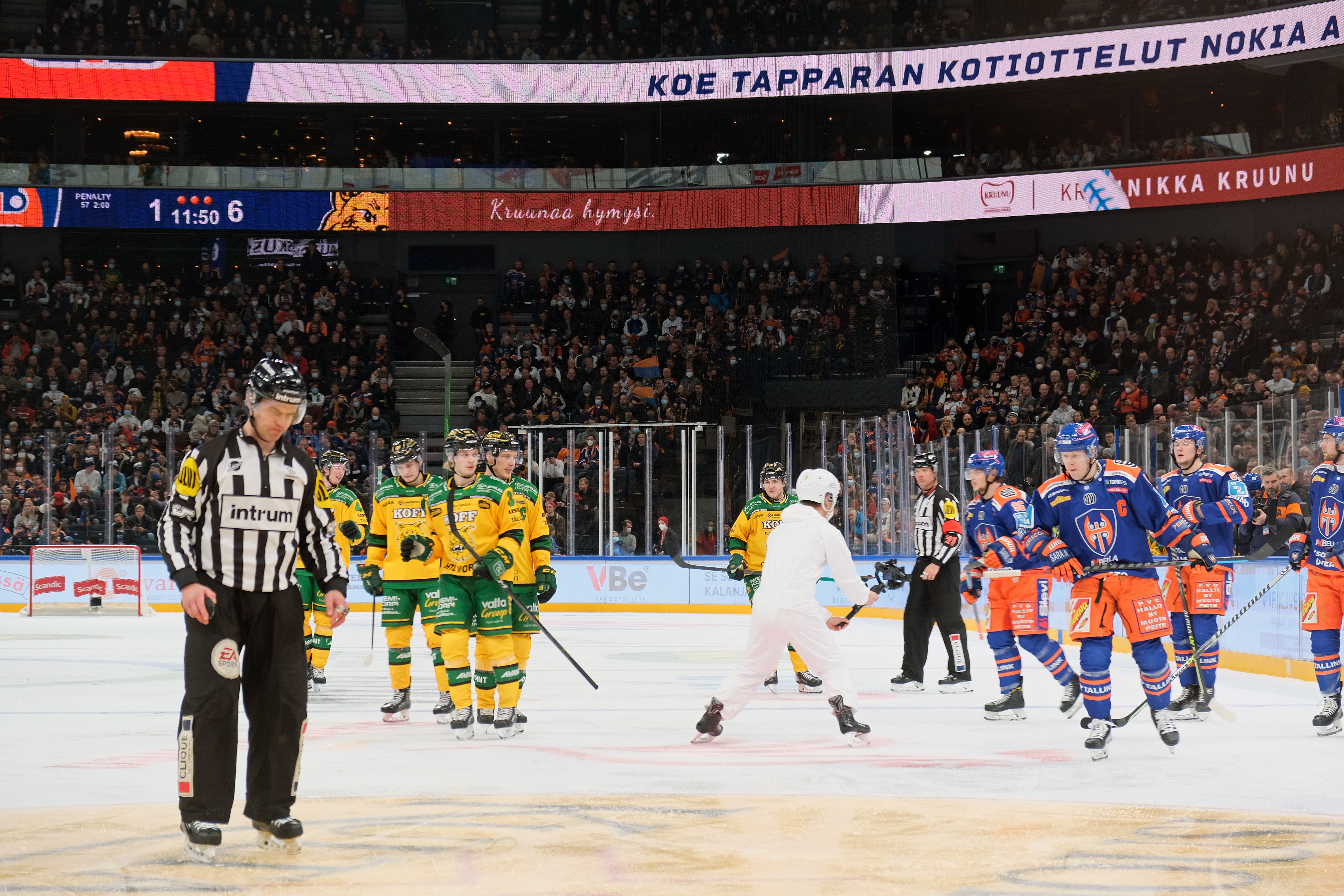
Match de hockey entre Ilves (jaune-vert) et Tappara (bleu-orange) au Nokia Arena e Tampere, Finlande.

D’origine canadienne, le hockey est particulièrement populaire en Amérique du Nord (au Canada et dans certains États du nord des États-Unis comme le Minnesota, le Michigan et le Massachusetts), dans les pays nordiques (Finlande, Norvège, Suède), dans les pays d'Europe de l'Est (Russie, Biélorussie, Lettonie, République tchèque, Slovaquie), en Allemagne, et Suisse ou encore dans la région du Tyrol du Sud en Italie. En 2008, le recensement de pratiquants du hockey sur glace au Québec est évalué à environ 650 000 Québécois, sur une population d'environ 7 800 000 personnes.
Le hockey sur glace est un des quatre sports professionnels majeurs en Amérique du Nord. C’est le sport d’hiver national au Canada où il jouit d’une immense popularité, et où il représente la « quintessence masculine ». Même si seulement sept des trente franchises de la LNH sont implantées au Canada, les joueurs canadiens sont plus nombreux que les Américains avec une proportion de trois joueurs canadiens contre un américain. À peu près un quart des joueurs de la ligue ne viennent pas d’Amérique du Nord.
La popularité du hockey aux États-Unis est concentrée dans certaines régions, notamment dans le Nord-Est, le Midwest, État de Washington et l’Alaska. Cette concentration fait que le hockey sur glace y est le sport majeur le moins regardé. Néanmoins, dans certaines grandes villes américaines (notamment Buffalo, Détroit, Pittsburgh, Minneapolis, Chicago, Boston, New York, Philadelphie, Dallas, Tampa, Seattle et Denver) il jouit d’une popularité semblable ou supérieure à celle du basket-ball.
En Europe, c’est également le sport le plus populaire en Finlande[réf. souhaitée] et l’un des principaux sports dans des pays tels que la Suisse, la Russie, la Biélorussie, la République tchèque, la Slovaquie, la Suède ou l’Allemagne.
En France, il est surtout populaire dans le massif des Alpes, dans l'Est et dans le nord-Ouest[réf. souhaitée]. Ainsi, la lutte principale en Ligue Magnus sur la dernière décennie oppose régulièrement le bloc des Alpes élargi (Grenoble, Briançon, Gap et Lyon) au bloc des clubs de plaine nord-parisienne (Rouen et Amiens)[réf. souhaitée].

## Dans la culture populaire
Le hockey sur glace étant un des sports majeurs en Amérique du Nord, il joue un rôle important dans la culture populaire américaine et canadienne.

### Cinéma
Ainsi, plusieurs films célèbres d’Hollywood ont pour sujet le hockey.
Ces films incluent La Castagne (en anglais : « Slap Shot ») sorti en 1977, Les Petits Champions (en anglais : « The Mighty Ducks») sorti en 1992. Ce dernier a été assez réussi pour engranger deux suites et entraîner la création d’une franchise de la LNH nommée les Mighty Ducks d’Anaheim, maintenant connue sous le nom de Ducks d'Anaheim) ou encore Miracle (2004). Les deux premiers sont des comédies fictives ; le dernier est un drame qui est basé sur la vraie histoire de 1980, « Le Miracle sur glace » quand l’équipe américaine a remporté la médaille d’or olympique. On peut également citer : Youngblood, Hockey Night, H.-E Double Hockey Sticks, Mystery, Alaska, Le Chandail et le film de John Wayne en 1937, Idol of the Crowds.
Au Québec, la série de films Les Boys est un classique de nombreux amateurs de hockey, et est considérée comme le plus grand succès populaire du cinéma québécois. Le film a récolté près de sept millions de dollars en recette au box-office lors de sa carrière commerciale, ce qui en faisait alors le plus grand succès du cinéma québécois. De plus, le film Maurice Richard est une œuvre majeure du cinéma québécois qui raconte la vraie histoire d'un joueur local devenu héros national. Également, le film québécois Bon Cop, Bad Cop d’Érik Canuel mêle humour et enquête policière sur les traces d’un tueur en série dont les victimes sont toutes issues du monde du hockey.

### Télévision
En raison de la grande popularité du hockey au Canada, il est considéré comme un élément important de la culture. Il est souvent présenté à la télévision et dans des films ; comme les séries de CBC Television Hockey : A People’s History et Hockeyville, la téléréalité de Global TV Making The Cut : Last Man Standing, de même que les séries scénarisées de CTV Power Play (1998-2000) et de Showcase Rent-A-Goalie (2006-). Les populaires séries télévisées québécoises Lance et compte (1986 -) ont également le hockey sur glace comme thème central.
Le hockey est parfois présent dans des séries télévisées américaines en tant que passion de personnages principaux.
Ainsi dans Scrubs, le Dr Cox porte fréquemment un chandail des Red Wings de Détroit quand il n’est pas à l’hôpital.
Beaucoup d’épisodes de Friends impliquent aussi Joey, Chandler et Ross assistant à des parties des Rangers de New York.
L’acteur Richard Dean Anderson a laissé transparaître son amour personnel du hockey dans deux de ses personnages : MacGyver et O’Neill dans SG-1.
Dans NYPD Blues, le personnage de Donna Abandando, joué par Gail O'Grady, et amoureuse du détective Greg Medavoy dans la saison 3, est une fan des Rangers de New York qui était sortie précédemment avec un des joueurs. Sa banderole des Rangers était mise en évidence dans son bureau.
Dans Entourage, le personnage d’Eric « E » Murphy, joué par Kevin Connolly (natif de Long Island), affiche à quelques reprises les couleurs des Islanders de New York comme dans l’épisode 1 de la saison 4 où il porte fièrement une casquette de ces derniers.
Dans How I Met Your Mother, le personnage de Robin Scherbatsky native du Canada supporte ce sport et plus particulièrement les Canucks de Vancouver.
Dans Une famille presque parfaite, dans l’épisode À bas l’opéra, vive le hockey, Bill Miller (joué par Mark Addy) a porté un chandail des Blackhawks de Chicago dans une scène de l’épisode.
Dans Bones, l’épisode 13 de la saison 4, Le feu sous la glace, Luc Robitaille, ancien joueur de hockey sur glace, fait une apparition lors d’une hallucination de l’agent Seeley Booth, qui est fan de hockey.

### Musique
Parmi les références les plus célèbres du hockey dans la musique, on peut citer The Hockey Song, par le chanteur folklorique canadien Stompin’ Tom Connors. Warren Zevon est connu pour sa chanson Hit Somebody ! (The Hockey Song) de l’album My Ride’s Here de 2002. Le titre de la chanson est une référence aux combats qui ont tendance à avoir lieu durant les parties et l’histoire de Buddy, un fermier canadien qui est devenu un goon.
Les Hanson Brothers, groupe parodique imitant les Ramones, sont composés de quatre frères fictifs fans de hockey (il s’agit d’un sideproject du bassiste et du batteur de Nomeansno, réellement frères dans la vie).
Il y a plusieurs autres chansons connues qui ont directement ou indirectement un lien avec les caractéristiques du hockey ou les équipes, comme Zamboni (référence à la machine utilisée pour refaire la glace entre les périodes et les parties) par les Gear Daddies, I Like Hockey de 2009 par Françoise Doherty, et Time to Go par les Dropkick Murphys, qui se réfère directement au hockey et aux couleurs de l’équipe des Bruins de Boston (noir et or). Le single fut distribué gratuitement à la suite d'un match des Bruins en novembre 2003.

### Jeux vidéo
Beaucoup de jeux ayant pour thème le hockey ont été réalisés, la plupart proposant de disputer la LNH. La série la plus connue est certainement la série des NHL d’Electronic Arts, initiée en 1991 avec EA Hockey, et qui depuis, a proposé une version chaque année. D’autres séries de jeux ont essayé de concurrencer celle d’EA, telles les NHL Hitz de Midway et les NHL2k de 2K Sports.
Il existe aussi des jeux proposant d’incarner un entraîneur ou dirigeant d’une équipe de hockey, tel PowerPlay Manager, Hockey Arena, GM Hockey Renaissance ou NHL Eastside Hockey Manager. Avec l'arrivée d'Internet dans les années 2000, les ligues fantasy (hockey simulé) ont connu un fort développement aux États-Unis et au Canada, qui comptent respectivement 33,5 et 3,1 millions de joueurs, soit 10 % de la population.